# Susan Levermann
Susan Levermann, auch Suzan Leverman und Susan Dreyer (* 1975 in Cottbus) ist eine deutsche Volkswirtin, Autorin, frühere Fondsmanagerin und Erfinderin eines nach ihr benannten Bewertungsmodells für Aktien (Levermann-Strategie).

## Leben
Als Tochter eines Professors für Bauphysik und einer Mathematiklehrerin im südbrandenburgischen Cottbus aufgewachsen, absolvierte sie das Abitur an einem Spezialgymnasium für mathematisch Begabte in Rostock.
Nach einer Banklehre und einem Studium der Volkswirtschaftslehre in Heidelberg und Miami wurde sie Junior-Fonds-Manager bei der DWS, der Fondsgesellschaft der Deutschen Bank, bei der sie acht Jahre arbeitete. Dort verwaltete sie 1,7 Milliarden Euro mit eigener Strategie zur Bewertung von Aktien. Im Jahre 2008 wurde sie als Fondsmanagerin für den besten deutschen Aktienfonds über ein und drei Jahre ausgezeichnet – tags darauf kündigte sie bei der DWS und unterrichtete zunächst als Aushilfslehrerin Mathematik an einer Gesamtschule im Ostteil Berlins. Levermann arbeitete danach als Deutschland-Chefin der Non-Profit-Organisation Carbon Disclosure Project.
Im März 2011 erschien ihr Börsenratgeber „Der entspannte Weg zum Reichtum“, der neben ethischem Börsenhandeln ihre persönliche Anlagestrategie erläutert, die mit bis zu 13 Regeln eine sogenannte quantitative Analyse darstellt, also eine Art Werkzeugkasten für Börsenlaien, mit dem Aktien börsennotierter Unternehmen anhand von Unternehmens-Kennzahlen wie KGV, EBIT-Marge und Eigenkapitalrendite danach durchforstet werden können, ob sie renditestark sind. Das Buch wurde im Jahr 2011 mit dem Deutschen Finanzbuchpreis ausgezeichnet und 2015 zudem ins Bulgarische übersetzt.

## Veröffentlichung
- Susan Levermann: Der entspannte Weg zum Reichtum. München: Carl Hanser Verlag. ISBN 978-3423346757